# JEYUR
JEYUR es un sistema automático de defensa y combate que sirve para proteger a los operadores que maniobran las armas en los combates fluviales, junto con un diseño de un sistema de combate integrado para las Unidades tipo nodriza, permitiendo operar desde una cabina adentro de la Unidad a control remoto, una consola donde el operador visualiza la amenaza, efectúa la medición de distancia y controla totalmente el montaje del arma automatizada (cargue, puntería y disparo) con capacidad de vigilancia diurna y nocturna. 
Cuenta con una cantidad importante de munición disponible para repeler ataques, minimizando los tiempos de exposición de la tripulación al fuego enemigo, mejorando la utilización táctica de las armas y la efectividad de las mismas.
El sistema JEYUR está diseñado también para crear impacto psicológico sobre el enemigo porque no va a poder dispararle a nadie.

## Calibre
Al conjunto de equipos se le puede integrar armamento tipo .50. lanzagranadas tipo MGL de 40 mm y portamorteros de 88 mm.
El sistema JEYUR se ha instalado en la totalidad de embarcaciones fluviales de la armada de Colombia, incluso en remolcadores de convoy.